# Pakistanische Badminton-Mannschaftsmeisterschaft
Pakistanische Badminton-Mannschaftsmeisterschaften werden seit 1963 als Teamwettkämpfe zwischen den Regionen Pakistans ausgetragen.

## Titelträger
| Saison    | Sieger                   |
| --------- | ------------------------ |
| 1963      | Karachi                  |
| 1964      | Central Zone             |
| 1969      | Central Zone             |
| 1970      | Pakistan Western Railway |
| 1971 2024 | keine Daten              |